# Johannes' Andet Brev
Johannes' Andet Brev er et af de såkaldte katolske breve og er den 24. bog i Det Nye Testamente. Brevet medregnes til de "johannæiske skrifter" – hvortil man også regner Johannesevangeliet, de to andre Johannesbreve og nogle medregner derudover Johannes' Åbenbaring.
Johannes' Andet Brev er indholdsmæssigt meget lig Johannes' Første Brev, men afviger ved at være et af de korteste skrifter i Bibelen, på kun 13 vers. Brevformen er tydeligere end i det foregående. Brevets forfatter advarer modtageren mod vranglære.
Brevets forfatter er ikke navngivet, men kaldes "den ældste" (måske et andet navn for apostlen Johannes). Forfatteren er højst sandsynligt den samme i alle de johannæiske skrifter. Man daterer skriftet til sidste del af første århundrede, men det er usikkert.